# Frederik Schack-Jensen
Frederik Schack-Jensen, född 3 maj 1877 i Köpenhamn, död 4 juni 1963, var en dansk skådespelare.

## Filmografi (urval)
- 1914 - Den sorte familie
- 1913 - Arvingen til Skjoldborg
- 1912 – Cirkusluft